# Love, Death and Robots
Love, Death and Robots (littéralement « Amour, Mort et Robots ») est une série télévisée d'animation d'anthologie pour adultes américaine produite par Joshua Donen, David Fincher, Jennifer Miller et Tim Miller, débutée en 2019 sur Netflix. Chaque épisode est animé par une équipe différente.
La deuxième saison, de huit épisodes, sort le 14 mai 2021. Le 20 mai 2022, la saison 3, de neuf épisodes, est disponible. La saison 4, de 10 épisodes, est sortie le 15 mai 2025.

## Synopsis
Créatures terrifiantes, méchantes surprises et comédie noire convergent dans cette anthologie d'animation pour adultes présentée par Tim Miller et David Fincher.

## Production
Le projet est né d'une réunion à la fin des années 2000 au cours de laquelle David Fincher et Tim Miller ont décidé de faire un remake du film Métal hurlant de 1981. Annoncé en 2008, le projet devait être produit par Paramount Pictures, mais Fincher et Miller ont eu du mal à obtenir le financement nécessaire au projet. Cependant, après la sortie de Deadpool, Fincher a appelé Miller en lui disant qu'ils allaient utiliser sa nouvelle popularité pour « faire [leur] film d'anthologie », avant de finalement laisser tomber le film et décider de se tourner vers Netflix en pensant qu'on leur laisserait plus de liberté.
Pour la première saison, plusieurs nouvelles d'auteurs, surtout de science-fiction, ont été adaptées: Sonnie’s Edge de Peter F. Hamilton, Beyond the Aquila Rift et Bleu Zima (Zima Blue) d'Alastair Reynolds, When The Yogurt Took Over: A Short Story, Missives From Possible Futures #1: Alternate History Search Results et Three Robots Experience Objects Left Behind from the Era of Humans for the First Time, de John Scalzi, Fish Night et de The Dump de Joe Lansdale, Good Hunting de Ken Liu, Lucky 13 et On the Use of Shape-shifters in Warfare de Marko Kloos, Helping Hand de Claudine Griggs, The Secret War de David Amendola’s, Suits de Steven Lewis et Sucker of Souls de Kirsten Cross.
Le 10 juin 2019, la série est renouvelée pour une deuxième saison, qui sort le 14 mai 2021.
Le 19 avril 2021, dès la sortie de la bande annonce de la saison 2, Netflix en profite pour annoncer le renouvellement de la série pour une troisième saison. Elle fait neuf épisodes et sort le 20 mai 2022.
Le 12 août 2022, Netflix annonce une quatrième saison.

## Distribution

### Volume 1
- Hayley McLaughlin (VF : Charlotte Hervieux) : Jennifer (épisode 1)
- Helen Sadler (VF : Audrey Sourdive) : Sonnie (épisode 1)
- Time Winters (VF : Pierre Tessier) : Dicko (épisode 1)
- Chris Parnell (VF : Paul Borne) : le chat (épisode 2)
- Un programme informatique (VF : Constance Syl) : Robot 11 45 G (épisode 2),
- Emily O'Brien (VF : Charlotte Hervieux) : la femme (épisode 3)
- Ben Sullivan : l'homme (épisode 3)
- Nolan North (VF : Vincent Bonnasseau) Vladimir (épisode 3)
- Matthew Yang King (en) : (VF : Pierre Tessier) l'hôte (épisode 3)
- Neil Kaplan (en) : (VF : Stefan Godin) : Hank (épisode 4)
- Fred Tatasciore (VF : Philippe Vincent) : Monsieur Flynn (épisode 5)
- Laura Waddell (VF : Constance Syl) Gary (épisode 5)
- Maurice LaMarche (VF : Thierry Kazazian) : le narrateur (épisode 6)
- Henry Douthwaite (VF : Xavier Fagnon) : Thom (épisode 7)
- Madeleine Knight (VF : Barbara Kelsch) : Greta (épisode 7)
- Rebecca Banatvala (VF : Alice Taurand) : Suzy (épisode 7)
- Matthew Yang King (en) (VF : Arnaud Arbessier) Renshu (épisode 8)
- Maddox Henry et Matthew Yang King (en) (VF : Adrien Larmande) : Liang jeune et adulte (épisode 8)
- Sumalee Montano et Elaine Tan (en) (VF : Alice Taurand) : jeune et adulte Yan (épisode 8)
- Gary Cole (VF : Gabriel Le Doze) : l'inspecteur (épisode 9)
- Nolan North  : Dave Dvorchack (épisode 9)
- Graham Hamilton (VF : Gauthier Battoue) : Decker (épisode 10)
- Adam Bartley (en) (VF : Jérémy Prévost) : Sobieski (épisode 10)
- Ike Amadi (en) (VF : Arnaud Arbessier) : Master Sergent (épisode 10)
- James Horan (VF : Paul Borne) le major Reyner (épisode 10)
- Kirk Thornton (en) (VF : Paul Borne) l'homme âgé (épisode 12)
- Yuri Lowenthal (VF : Anatole de Bodinat) : le jeune homme (épisode 12)
- Samira Wiley : Lieutenant Colby (épisode 13)
- Emma Thornett (VF : Sylvie Jacob) : Claire Markham (épisode 14)
- Kevin Michael Richardson (VF : Nicolas Justamon) : Zima (épisode 14)
- Chris Cox (en) (VF : Pierre Tessier) Bob (épisode 15)
- Mary Elizabeth Winstead (VF : Stéphanie Hédin) : Gail (épisode 16)
- Topher Grace (VF : Pascal Nowak) : Rob (épisode 16)
- Stefan Kapičić (VF : Philippe Valmont) : Nikolai Zakharov (épisode 18)
- Bruce Thomas (VF : Emmanuel Gradi) : Kaminsky (épisode 18)
- Antonio Alvarez (VF : Vincent Bonnasseau) : Oschenck (épisode 18)

### Volume 2
Episode 1 : Le robot et la vieille dame
- Nancy Linari : Jeannette
- Ben Giroux : Le service client
- Brian Keane : Bill

Episode 2 : Ice
- Archie Madekwe : Sedgewick
- Sebastian Croft : Fletcher
- Beatriz Godinho : Logan
- Alexander Lobo Moreno : Brume
- Miguel Amorim : Oxo
- Mike Bodie : Le père
- Maria Teresa Creasey : La mère

Episode 3 : Groupe d'intervention
- Nolan North (VF : Laurent Maurel) : Détective Briggs
- Elodie Yung : Alice
- Emily O'Brien : Eve
- Michelle C. Bonilla : Détective Pentle
- Dendrie Allyn Taylor : Ruth
- Debra Cardona : Maria

Episode 4 : Snow et le désert
- Peter Franzen : Snow
- Zita Hanrot : Hirald
- Alaïs Lawson : Visser
- Jonnie Hurn : Baris & Egan
- Piotr Michael : Jharit
- Julie Nathanson : Jharilla & Meck
- Scott Whyte : Trot

Episode 5 : De si hautes herbes
- Joe Dempsie : Laird
- Steven Pacey : Le conducteur

Episode 6 : La surprise de Noël
- Divi Mittal : Leah
- Sami Amber : Billy
- Fred Tatasciore : La créature

Episoe 7 : Module de secours
- Michael B. Jordan : Terence
- Michelle C. Bonilla : Le commandant
- Brian T. Delaney : Un pilote

Episode 8 : Le géant noyé
- Steven Pacey : Steven
- Laura Pacey : La scientifique

### Volume 3
Épisode 1 : Les 3 robots, stratégie de sortie
- Josh Brener (VF : Benoît Cauden) : K-VRC
- Gary Anthony Williams (VF : Jean-Michel Vaubien) : XBOT 4000
- Un programme informatique (VF : Constance Syl) : Robot 11 45 G
- Katie Lowes (VF : Joséphine Ropion) : Elena
- Chris Parnell (VF : Paul Borne) : Le chat

Episode 2 : Mauvais voyage
- Troy Baker (VF : Emmanuel Garijo) : Torrin
- Kevin Jackson (VF : Franck Sportis) : Turk
- Anthony Mark Barrow (VF : Jean-Michel Vaubien) : Melis/Calis
- Chantelle Barry : Maril
- Parry Shen (VF : Igor Chometowski) : Suparin
- Time Winters : Deacon
- James Preston Rogers (VF : Emmanuel Gradi) : Jorvan
- Jason Flemyng (VF : Benjamin Penamaria) : Paln
- Elodie Yung (VF : Jessica Monceau) : Chantre
- Max Fowler : Cert

Episode 3 Le pouls brutal de la machine
- Mackenzie Davis (VF : Jessica Monceau) : Martha Kivelson
- Holly Jade (VF : Joséphine Ropion) : Juliet Burton
- David Shatraw (VF : Franck Sportis) : Voix automatisée

Episode 5 : Allez, feu !
- Joel McHale (VF : Serge Biavan) : Sergent Morris
- Seth Green (VF : Samuel Soulié) : Soldat Folen
- Gabriel Luna (VF : Emmanuel Gradi) : Sergent Nielsen
- Steve Blum : Soldat Coutts (VF : Paul Borne) et Soldat Macy (VF : Franck Sportis)
- Andrew Kishino (VF : Julien Allouf) : Soldat Erwin

Episode 6 : L'essaim
- Rosario Dawson (VF : Olivia Nicosia) : Dr Galina Mirny
- Jason Winston George (VF : Jim Redler) : Dr Simon Alfriel
- Fred Tatasciore (VF : Igor Chometowski) : Le commandant

Episode 7 : Les rats de Mason
- Craig Ferguson (VF : Philippe Catoire) : Mason
- Dan Stevens : Nigel  (VF : Benjamin Penamaria) et le technicien (VF : Igor Chometowski)

Episode 8 : Dans l'obscurité des profondeurs
- Joe Manganiello (VF : Julien Allouf) : Sergent Coulthard
- Christian Serratos (VF : Marion Aranda) : Kate Harper
- Jai Courtney (VF : Samuel Soulié) : Spencer
- Noshir Dalal (VF : Jim Redler) : Beaumont
- Stanton Lee (VF : Benoît Cauden) : Dilman
- Jeff Schine : Gladstone
- Debra Wilson : "Possessed Harper"
- Fred Tatasciore : Base Raptor (VF : Emmanuel Garijo) et Le dieu enchainé (VF : Paul Borne)

Episode 9 : Jibaro
- Girvan 'Swirv' Bramble : Jibaro

Version française par le studio de doublage  BTI Studios, sous la direction de Annabelle Roux et une adaptation de Philippe Millet
 Source et légende : version française (VF) sur RS Doublage

## Liste des épisodes
| Volume | Volume | Épisodes | Sortie       |
| ------ | ------ | -------- | ------------ |
|        | 1      | 18       | 15 mars 2019 |
|        | 2      | 8        | 14 mai 2021  |
|        | 3      | 9        | 20 mai 2022  |
|        | 4      | 10       | 15 mai 2025  |

### Volume 1
| № | #  | Titre                                           | Réalisation                                               | Scénario        | Basé sur une histoire de | Studio d'animation          |
| --- | -- | ----------------------------------------------- | --------------------------------------------------------- | --------------- | ------------------------ | --------------------------- |
| 1 | 1  | L'Avantage de Sonnie Sonnie's Edge              | Dave Wilson                                               | Philip Gelatt   | Peter F. Hamilton        | Blur Studio                 |
| Une femme nommée Sonnie contrôle à distance un monstre créé par ingénierie génétique dans des combats de gladiateurs clandestins.                    |    |                                                 |                                                           |                 |                          |                             |
| 2 | 2  | Les Trois Robots Three Robots                   | Victor Maldonado & Alfredo Torres                         | Philip Gelatt   | John Scalzi              | Blow Studio                 |
| Après la destruction de l'humanité, trois robots visitent une ville abandonnée.                                                                      |    |                                                 |                                                           |                 |                          |                             |
| 3 | 3  | Le Témoin The Witness                           | Alberto Mielgo                                            | Alberto Mielgo  |                          | Pinkman.TV                  |
| Une femme assiste à un meurtre dans l'immeuble situé en face de sa chambre d'hôtel. Une poursuite s'engage quand elle croise le regard du meurtrier. |    |                                                 |                                                           |                 |                          |                             |
| 4 | 4  | Des fermiers équipés Suits                      | Franck Balson                                             | Philip Gelatt   | Steven Lewis             | Blur Studio                 |
| Une petite communauté de fermiers pilote des mechas pour défendre leurs terres contre une invasion d'aliens insectoïdes.                             |    |                                                 |                                                           |                 |                          |                             |
| 5 | 5  | Un vieux démon Sucker of Souls                  | Owen Sullivan                                             | Philip Gelatt   | Kirsten Cross            | Studio La Cachette          |
| Réveillé par une expédition archéologique, une créature monstrueuse assoiffé de sang affronte un groupe de mercenaires.                              |    |                                                 |                                                           |                 |                          |                             |
| 6 | 6  | La Revanche du yaourt When The Yogurt Took Over | Victor Maldonado et Alfredo Torres                        | Janis Robertson | John Scalzi              | Blow Studio                 |
| Le yaourt devient conscient et prend le contrôle de la société.                                                                                      |    |                                                 |                                                           |                 |                          |                             |
| 7 | 7  | Derrière la faille Beyond the Aquila Rift       | Léon Bérelle, Dominique Boidin, Rémi Kozyra, Maxime Luère | Philip Gelatt   | Alastair Reynolds        | Unit Image                  |
| L'équipage d'un vaisseau-cargo est en mission de livraison mais une erreur de destination provoque des événements imprévus.                          |    |                                                 |                                                           |                 |                          |                             |
| 8 | 8  | Bonne Chasse Good Hunting                       | Oliver Thomas                                             | Philip Gelatt   | Ken Liu                  | Red Dog Culture House       |
| Dans une Chine du début d'un XXe siècle steampunk, un garçon tombe amoureux d'une Femme-renarde après que son père a tué la mère de celle-ci.        |    |                                                 |                                                           |                 |                          |                             |
| 9 | 9  | La Décharge The Dump                            | Javier Recio Gracia                                       | Philip Gelatt   | Joe Lansdale             | Able & Baker                |
| Un employé municipal apporte une notice d'expulsion à un vieil homme vivant dans une décharge avec son animal de compagnie.                          |    |                                                 |                                                           |                 |                          |                             |
| 10 | 10 | Métamorphes Shape-Shifters                      | Gabriele Pennacchioli                                     | Philip Gelatt   | Marko Kloos (en)         | Blur Studio                 |
| Des loups-garous faisant partie du United States Marine Corps en affrontent d'autres en Afghanistan.                                                 |    |                                                 |                                                           |                 |                          |                             |
| 11 | 11 | Le Coup de main Helping Hand                    | Jon Yeo                                                   | Philip Gelatt   | Claudine Griggs          | Axis Studios                |
| Une astronaute affronte une situation mortellement dangereuse.                                                                                       |    |                                                 |                                                           |                 |                          |                             |
| 12 | 12 | Les Esprits de la nuit Fish Night               | Damian Nenow                                              | Philip Gelatt   | Joe Lansdale             | Platige Image Studio (en)   |
| Deux représentants de commerce tombent en panne dans le désert.                                                                                      |    |                                                 |                                                           |                 |                          |                             |
| 13 | 13 | Lucky 13                                        | Jerome Chen (en)                                          | Philip Gelatt   | Marko Kloos              | Sony Pictures Imageworks    |
| Une pilote se remémore ses missions à bord du vaisseau de transport de troupes Lucky 13.                                                             |    |                                                 |                                                           |                 |                          |                             |
| 14 | 14 | L'Œuvre de Zima Zima Blue                       | Robert Valley                                             | Philip Gelatt   | Alastair Reynolds        | Passion Pictures (en)       |
| Un artiste solitaire donne une dernière interview au bout d'un siècle.                                                                               |    |                                                 |                                                           |                 |                          |                             |
| 15 | 15 | Angle mort Blindspot                            | Vitaliy Shushko                                           | Vitaliy Shushko |                          | Elena Volk's Animation Team |
| Une bande de cyborgs tente d'attaquer un convoi. |    |                                                 |                                                           |                 |                          |                             |
| 16 | 16 | L'Âge de glace Ice Age                          | Tim Miller                                                | Philip Gelatt   | Michael Swanwick         | Atomic Fiction              |
| Un couple découvre une civilisation vivant dans leur congélateur.                                                                                    |    |                                                 |                                                           |                 |                          |                             |
| 17 | 17 | Histoires alternatives Alternate Histories      | Victor Maldonado et Alfredo Torres                        | Philip Gelatt   | John Scalzi              | Sun Creature Studio         |
| Hitler meurt de différentes façons, entraînant différentes uchronies.                                                                                |    |                                                 |                                                           |                 |                          |                             |
| 18 | 18 | Une guerre secrète The Secret War               | István Zorkóczy                                           | Philip Gelatt   | David W. Amendola        | Digic Pictures              |
| Une escouade de forces spéciales de l'armée soviétique traque des démons en Sibérie.                                                                 |    |                                                 |                                                           |                 |                          |                             |

### Volume 2
| № | # | Titre                                                  | Réalisation                                                      | Scénario                | Basé sur une histoire de | Studio d'animation        |
| --- | - | ------------------------------------------------------ | ---------------------------------------------------------------- | ----------------------- | ------------------------ | ------------------------- |
| 19 | 1 | Le robot et la vieille dame Automated Customer Service | Meat Dept (Kevin Dan Ver Meiren, David Nicolas, Laurent Nicolas) | John Scalzi & Meat Dept | John Scalzi              | Atoll Studio              |
| Dans une ville peuplée de vieilles personnes entourées de machines, une vieille dame et son bichon se retrouvent attaqués par un robot de ménage détraqué. |   |                                                        |                                                                  |                         |                          |                           |
| 20 | 2 | Ice                                                    | Robert Valley                                                    | Philip Gelatt           | Rich Larson              | Passion Animation Studios |
| Sedge, un adolescent de 16 ans "non-augmenté" et son frère s'ennuient dans leur nouveau foyer, une petite colonie établie sur une planète gelée. Son frère décide de l'emmener voir ses amis, tous augmentés, afin qu'il puisse s'intégrer à sa nouvelle vie. |   |                                                        |                                                                  |                         |                          |                           |
| 21 | 3 | Groupe d'intervention Pop Squad                        | Jennifer Yuh Nelson                                              | Philip Gelatt           | Paolo Bacigalupi         | Blur Studio               |
| Dans un futur dystopique où les naissances sont interdites, l'agent Briggs fait partie d'une brigade de régulation de la population. Peu à peu, son travail commence à peser sur sa conscience.                                                               |   |                                                        |                                                                  |                         |                          |                           |
| 22 | 4 | Snow et le désert Snow in the Desert                   | Leon Berelle, Dominique Boidin, Remi Kozyra, Maxime Luere        | Philip Gelatt           | Neal Asher               | Unit Image                |
| Snow est un homme immortel, il est recherché par de nombreux chasseurs de primes agissant pour le compte d'un groupe voulant s'approprier sa capacité. |   |                                                        |                                                                  |                         |                          |                           |
| 23 | 5 | De si hautes herbes The Tall Grass                     | Simon Otto                                                       | Philip Gelatt           | Joe Lansdale             | Axis Animation            |
| Alors que son train s'immobilise au milieu d'un vaste champ d'herbes géantes, un passager décide d'aller fumer une cigarette à l'extérieur en attendant qu'il reparte. Il remarque rapidement que d'étranges lumières semblent se déplacer dans les herbes.   |   |                                                        |                                                                  |                         |                          |                           |
| 24 | 6 | La surprise de Noël All Through the House              | Elliot Dear                                                      | Philip Gelatt           | Joachim Heijndermans     | Blink Industries          |
| Le soir de Noël, deux enfants attendent l'arrivée du Père Noël. Entendant du bruit dans le salon, les enfants s'approchent discrètement pour espérer le voir, mais quelque chose d'autre les attend.                                                          |   |                                                        |                                                                  |                         |                          |                           |
| 25 | 7 | Module de secours Life Hutch                           | Alex Beaty                                                       | Philip Gelatt           | Harlan Ellison           | Blur Studio               |
| Après un combat dans l'espace, un soldat s'écrase sur une planète inhabitée. Il trouve refuge dans un abri et décide d'appeler de l'aide, mais un chien-robot détraqué va essayer de l'en empêcher.                                                           |   |                                                        |                                                                  |                         |                          |                           |
| 26 | 8 | Le géant noyé The Drowned Giant                        | Tim Miller                                                       | Tim Miller              | J. G. Ballard            | Blur Studio               |
| Un jour, sur une côte anglaise, un géant s'échoue sur la plage, attirant l'attention des habitants. |   |                                                        |                                                                  |                         |                          |                           |

### Volume 3
| № | # | Titre                                                                | Réalisation              | Scénario                    | Basé sur une histoire de  | Studio d'animation       |
| --- | - | -------------------------------------------------------------------- | ------------------------ | --------------------------- | ------------------------- | ------------------------ |
| 27 | 1 | Les trois robots : Stratégie de sortie Three Robots: Exit Strategies | Patrick Osborne          | John Scalzi                 | John Scalzi               | Blow Studio              |
| Sur une Terre où l'humanité à disparu, trois robots voyagent à travers le monde pour tenter de comprendre comment les derniers humains ont essayé de survivre à l'apocalypse. |   |                                                                      |                          |                             |                           |                          |
| 28 | 2 | Mauvais voyage Bad Travelling                                        | David Fincher            | Andrew Kevin Walker         | Neal Asher                | Blur Studio              |
| Durant son voyage, un navire de pêche est attaqué par un thanapode, crustacé géant mangeur d'hommes. La créature élit domicile à fond de cale, où le navigateur, Torrin, est envoyé de force. Le thanapode demande alors à être emmené sur une île voisine pour se nourrir de ses habitants et l'homme fait semblant d'accepter...                                                   |   |                                                                      |                          |                             |                           |                          |
| 29 | 3 | Le pouls brutal de la machine The Very Pulse of the Machine          | Emily Dean               | Philip Gelatt               | Michael Swanwick          | Polygon Pictures         |
| Victime d’un accident, une astronaute tente de rejoindre un vaisseau pour survivre et quitter la planète où elle se trouve. Elle devra faire avec le corps de sa coéquipière décédée, qu’elle doit transporter pour bénéficier de sa réserve d’oxygène, et les effets secondaires des traitements qu’elle s’administre.                                                              |   |                                                                      |                          |                             |                           |                          |
| 30 | 4 | La nuit des petits morts Night of the Mini Dead                      | Robert Bisi et Andy Lyon | Robert Bisi et Andy Lyon    | Jeff Fowler et Tim Miller | BUCK                     |
| Le récit de la plus petite et de la plus rapide invasion de zombies de tous les temps. |   |                                                                      |                          |                             |                           |                          |
| 31 | 5 | Allez, feu ! Kill, Team, Kill                                        | Jennifer Yuh Nelson      | Philip Gelatt               | Justin Coates             | Titmouse, Inc.           |
| Une équipe de GI américain en mission découvre qu’elle doit affronter un cyber-grizzly créé par la CIA. |   |                                                                      |                          |                             |                           |                          |
| 32 | 6 | L'essaim Swarm                                                       | Tim Miller               | Tim Miller et Philip Gelatt | Bruce Sterling            | Blur Studio              |
| Un duo de scientifique terrien étudie une vaste colonie extraterrestre, structurée et organisée, qu’il surnomme « l’essaim ». |   |                                                                      |                          |                             |                           |                          |
| 33 | 7 | Les rats de Mason Mason's Rats                                       | Carlos Stevens           | Joe Abercrombie             | Neal Asher                | Axis Studios             |
| Victime d’une invasion de rats (qui au gré de leur évolution ont appris à se défendre et à s’armer), le fermier Mason fait appel aux services de la compagnie Traptech pour mettre fin à la présence des nuisibles dans ses granges. |   |                                                                      |                          |                             |                           |                          |
| 34 | 8 | Dans l'obscurité des profondeurs In Vaulted Halls Entombed           | Jerome Chen              | Philip Gelatt               | Alan Baxter               | Sony Pictures Imageworks |
| Une unité spéciale envoyée en mission de sauvetage doit suivre l’ennemi dans une grotte s'enfonçant profondément dans la montagne. Dans les tunnels obscurs, les soldats s’aperçoivent rapidement qu'ils font face à des dangers anciens et inconnus qui ne peuvent les mener qu'à la mort ou à la folie.                                                                            |   |                                                                      |                          |                             |                           |                          |
| 35 | 9 | Jibaro                                                               | Alberto Mielgo           | Alberto Mielgo              |                           | pinkman.tv               |
| Alors qu'un groupe de conquistadors traverse la jungle, une mystérieuse créature semblable à une femme dorée émerge du lac voisin. Par son cri, elle les pousse à s'entretuer et plonger vers les profondeurs du lac pour y mourir. Cependant, le chevalier sourd Jibaro n'est pas affecté et parvient à s'échapper. Une danse mortelle s'engage alors entre les deux protagonistes. |   |                                                                      |                          |                             |                           |                          |

### Volume 4
| № | #  | Titre                                                               | Réalisation             | Scénario                                  | Basé sur une histoire de | Studio d'animation        |
| --- | -- | ------------------------------------------------------------------- | ----------------------- | ----------------------------------------- | ------------------------ | ------------------------- |
| 36 | 1  | Can't Stop                                                          | David Fincher           | Performance par les Red Hot Chili Peppers | NA                       | Blur Studio               |
| Les Red Hot Chili Peppers interprètent leur chanson Can't Stop en live, mais ici le groupe et le public sont représentés comme des marionnettes. |    |                                                                     |                         |                                           |                          |                           |
| 37 | 2  | Mini-rencontres du troisième type Close Encounters of the Mini Kind | Robert Bisi & Andy Lyon | Robert Bisi & Andy Lyon                   | NA                       | Buck                      |
| Un premier contact avec des extraterrestres se déroule mal et débouche sur une guerre entre deux camps peu enclin à la finesse. Le tout représenté avec des figurines miniatures. |    |                                                                     |                         |                                           |                          |                           |
| 38 | 3  | Rose l'Aragne Spider Rose                                           | Jennifer Yuh Nelson     | Joe Abercrombie                           | Bruce Sterling           | Blur Studio               |
| La cyborg Lydia Martinez, alias « Rose l'Aragne », s'installe dans un anneau d'astéroïdes après que son équipage, y compris son mari, ait été massacré par un certain Jade d'un groupe rival des années auparavant.                                                                                         |    |                                                                     |                         |                                           |                          |                           |
| 39 | 4  | Les 400 400 Boys                                                    | Robert Valley           | Tim Miller                                | Marc Laidlaw             | Passion Animation Studios |
| Dans un monde post-apocalyptique un groupe d'homme tente de survivre face à des êtres défiant l'imagination. |    |                                                                     |                         |                                           |                          |                           |
| 40 | 5  | Le grand Autre The Other Large Thing                                | Patrick Osborne         | John Scalzi                               | John Scalzi              | AGBO                      |
| Dans cette préquelle de Les Trois Robots, un chat persan mécontent nommé Sanchez se sent frustré par ses propriétaires humains. Il va rapidement sympathiser avec un robot à tout faire récemment acheté par ses maîtres et fomenter un plan pour enfin être libre...                                       |    |                                                                     |                         |                                           |                          |                           |
| 41 | 6  | Golgotha                                                            | Tim Miller              | Joe Abercrombie                           | Dave Hutchinson          | Luma Pictures             |
| Le père Donal Maguire est informé de l'existence de céphalopodes marins extraterrestres appelés Lupo. Ces extraterrestres ont pris contact car ils désirent converser avec lui après qu'il a été témoin de la supposée résurrection d'un dauphin.                                                           |    |                                                                     |                         |                                           |                          |                           |
| 42 | 7  | Le cri du tyrannosaure The Screaming of the Tyrannosaur             | Tim Miller              | Tim Miller                                | Stant Litore             | Blur Studio               |
| Dans un futur lointain, une société humaine célèbre un mariage royal entre les nobles de différentes lunes de Jupiter dans une arène spatiale. Le maître de cérémonie introduit alors un spectacle : une course à mort rituelle entre gladiateurs (dont la protagoniste Mei) et un troupeau de Tricératops. |    |                                                                     |                         |                                           |                          |                           |
| 43 | 8  | How Zeke Got Religion Conversion en altitude                        | Diego Porral            | J. T. Petty                               | John McNichol            | Titmouse                  |
| Pendant la Seconde Guerre mondiale, un équipage de bombardier est chargé de larguer des bombes depuis un B-17 sur une église en France. À l'approche de la cible, un officier nazi accomplit un rituel : il sacrifie plusieurs prêtres pour invoquer une créature inconnue...                               |    |                                                                     |                         |                                           |                          |                           |
| 44 | 9  | Le complot des objets connectés Smart Appliances, Stupid Owners     | Patrick Osborne         | John Scalzi                               | John Scalzi              | Aaron Sims Creative       |
| Dans un style de faux documentaire, plusieurs appareils électroménagers parlent directement à la caméra et expliquent comment leurs propriétaires les utilisent. |    |                                                                     |                         |                                           |                          |                           |
| 45 | 10 | Le chat de Saint-Luc For He Can Creep                               | Emily Dean              | Tamsyn Muir                               | Siobhan Carroll          | Polygon Pictures          |
| A Londres en 1757, un poète de l'asile Saint-Luc est contraint par Satan d'écrire un poème qui détruira le monde. Le poète est défendu par le chat Jeoffry, mais il cède face aux menaces de Satan... |    |                                                                     |                         |                                           |                          |                           |

## Réception

### Volume 1
Le site Web agrégateur Rotten Tomatoes rapporte un taux d'approbation de 77 % avec une note moyenne de 7,03/10, basée sur 43 avis. Le consensus critique du site Web se lit comme suit : « Cette anthologie animée a suffisamment de Mort inventive pour satisfaire les aficionados du cyberpunk qui Aiment que leurs Robots aient une influence de Métal hurlant[style à revoir], mais les nobles ambitions de la série sont souvent sapées par une préoccupation pour le gore et l'excitation »,. Le site Metacritic, qui utilise une moyenne pondérée, attribue une note de 65 sur 100 sur la base de 4 critiques, indiquant des « évaluations généralement favorables ».

### Volume 2
Pour la saison 2 de la série, Rotten Tomatoes rapporte un taux d'approbation de 85 % avec une note moyenne de 6,70/10, basée sur 13 avis. Le consensus critique du site Web se lit comme suit : « La qualité des courts métrages peut être inégale, mais le deuxième volume de Love, Death + Robots est une machine de créativité bien huilée »,.

### Volume 3
Concernant la saison 3, Rotten Tomatoes rapporte un taux d'approbation de 100 % avec une note moyenne de 8/10, basée sur 8 avis. Le consensus critique du site Web se lit comme suit : « Collection concise de fables cybernétiques mémorables, le troisième volet de Love, Death + Robots est le plus équilibré à ce jour »,. Pour le quotidien Le Parisien, la saison 3 « pose un regard cynique et grinçant sur la condition humaine et aborde de vrais questionnements métaphysiques, bien moins légers qu’il n’y paraît ».

### Volume 4
Concernant la saison 4, Rotten Tomatoes rapporte un taux d'approbation de 100 %, basé sur 12 avis. Le site ne donne pas encore de consensus critique.